# 2013年1月

## 1月1日
- 《机动车驾驶证申领和使用规定》（公安部令第123号）施行，違法行為的提出嚴厲處罰在網上引發了不少爭議，紛紛稱其為「史上最嚴交規」。AP (經ABC)（页面存档备份，存于）DANWEI南華早報（页面存档备份，存于）新华网青海频道
- 香港多個壓力團體（民陣、學民思潮、人民力量、民主倒梁力量等）各自發起元旦遊行，就現任特首梁振英僭建等事件導致誠信問題促請下台，而親北京團體愛港力則以支薪作號召另組支持梁振英的遊行。BBC（页面存档备份，存于）RT（页面存档备份，存于）彭博（页面存档备份，存于）路透（页面存档备份，存于）每日郵報（页面存档备份，存于）時代雜誌（页面存档备份，存于）RFI 法廣（页面存档备份，存于）
- 帕蒂·佩奇，美國其中一位最有名的傳統流行音樂女歌手，於2013年1月1日逝世。環球郵報（页面存档备份，存于）紐約時報（页面存档备份，存于）時代雜誌（页面存档备份，存于）華盛頓郵報（页面存档备份，存于）每日電信報（页面存档备份，存于）

## 1月2日
- 美國總統奧巴馬在聯邦參眾兩院通過參議院版本預算法案後簽署生效，使美國暫時從財政懸崖中擺脫經濟衰退。BBC（页面存档备份，存于）CNN（页面存档备份，存于）USA TODAY（页面存档备份，存于）中央通訊社（页面存档备份，存于）星洲日報華盛頓郵報（页面存档备份，存于）

## 1月3日
- 德國慕尼黑大學物理學者製成溫度低於絕對零度的原子氣體。這技術可以用來研製負K溫度材料、發展量子元件、建模暗能量。自然期刊（页面存档备份，存于）

## 1月4日
- 《南方周末》新年特刊被中共广东省委宣传部干預編輯自由，新年獻詞被原新华社副社长庹震篡改。卷首的“中国梦·宪政梦”的“之难”改成了“比任何时候都更接近梦想”。南方周末記者及後發布相關消息，隨後南周編輯部南方大院外聚集大批聲援人士，手持菊花或標語表達抗議、要求言論自由及中國憲政民主。BBC（页面存档备份，存于）美国之音（页面存档备份，存于）南華早報（页面存档备份，存于）哈芬登郵報（页面存档备份，存于）雪梨晨鋒報（页面存档备份，存于）福布斯雜誌（页面存档备份，存于）
- 瑞士最古老的銀行韋格林銀行因協助客戶逃稅被美國紐約州法庭起訴。韋格林銀行認罪，法院裁定韋格林銀行罪名成立並判處5780萬美元罰款。該銀行在案件宣判後宣布結業。英國廣播公司（页面存档备份，存于）明報（页面存档备份，存于）

## 1月7日
- 哈佛－史密松天體物理中心科學家估計，在銀河系內，類似地球尺寸大小的行星最少有170億顆。美聯社

## 1月10日
巴基斯坦西南部省份俾路支省首府奎达及西北边省明戈拉镇的4起连环爆炸事件，造成125人死亡，270人受伤。大众网（页面存档备份，存于）

## 1月11日
- 慈濟南加州分會環保站幹事鄭秀春，利用廚餘回收的廢油，加工製成家事用手工肥皂。積極推廣把「垃圾變黃金」的環保概念。中央社

- 英國中央蘭開夏大學天文學者宣佈發現超大類星體群（Large quasar group），這是宇宙最大已知結構，是由73顆類星體組成，最窄直徑為14億光年，最寬尺寸為40光年。這結構的存在似乎違背了宇宙論原則。皇家天文學會月報（页面存档备份，存于）

## 1月13日
和《悲惨世界》分别获得第70届金球奖最佳剧情片、最佳音乐/喜剧片。新浪网（页面存档备份，存于）

## 1月14日
七屆環法自行車賽冠軍的美國自行車選手藍斯·阿姆斯壯，在接受美國電視脫口秀主持人歐普拉·溫芙蕾訪談時，首次承認自己確實在賽事中服用非法違禁藥物。BBC中文網（页面存档备份，存于）

## 1月16日
非洲阿爾及利亞伊利濟省因阿邁納斯鎮發生人質劫持事件。BBC中文網 - 簡要新聞（页面存档备份，存于）

## 1月18日
中国预警机事业奠基人郑哲敏与雷达专家王小谟共同获得2012年度中华人民共和国国家最高科学技术奖。网易

## 1月19日
美國國家航空暨太空總署的好奇號火星探測車在火星發現鈣沉積物，這些物質與在地球上由於水流動於細縫與石頭裂縫間遺留下來的鈣沉積物類似。國家航空暨太空總署（页面存档备份，存于）

## 1月26日
捷克前总理米洛什·泽曼在捷克举行的首次总统直选中获胜，当选为新一任捷克总统。中国网（页面存档备份，存于）

## 1月27日
巴西南部的圣玛利亚一家夜總會發生大火，造成至少231人喪生。BBC中文網（页面存档备份，存于）

## 1月28日
荷蘭女王碧翠斯宣佈將於2013年4月30日退位，傳位於兒子威廉-亞歷山大。BBC中文網（页面存档备份，存于）